# 多斯 (密蘇里州)
多斯（英語：Doss）是位於美國密蘇里州登特縣的非建制地區。

## 歷史
多斯的郵局於1888年設立，1895年關閉後又於1898年重啟，最終於1966年停運。

## 地理
多斯所處的海拔為高於海平面376米（即1234英呎），而該地所採用的時區為UTC-6，即北美中部時區（CST）。同時該地設有夏令時間，為UTC-6調快一小時，即UTC-5（CDT）。